# The Casualties
The Casualties es una banda de hardcore punk/street punk originaria de Nueva York que se formó a principios de los años 90. Las canciones de esta banda son de temas políticos. Son una de las principales representantes del hardcore punk, y han realizado giras en diferentes lugares, desde México hasta Japón.

## Biografía
Primeros años
The Casualties se formaron en 1990 contando con Jorge Herrera (voz) Hank (guitarra), Colin Wolf (voz), Mark Yoshitomi (bajo) y Yureesh Hooker (batería). Los integrantes querían que la banda tuviera un sonido que evocara a la "época de oro" del street punk, tomando influencias de The Exploited ,Charged GBH y Discharge, el cual creían que estaba desapareciendo. Durante los primeros años, la formación fue fluida, con varios cambios. Aquel primer año, Colin se marchó durante varios meses para terminar su educación, mientras que Rachel, cantante de The Rivits, ocupó su lugar.
En 1991, Hank dejó la banda siendo reemplazado por Fred. Colin, Jorge, Yureesh, Hank y Mark grabaron un demo titulado Political Sin, el cual se incluyó en el recopilatorio Benefit for Beer compilation. Después de mezclar las grabaciones, Fred dejó la banda para continuar con sus estudios y Steve, de Distraught, se les unió por un corto tiempo, hasta que Fred retornara de tiempo completo. El EP de 4 canciones 40 Oz. Casualty fue grabado a finales de 1991 y lanzado de forma independiente. El año 1992 vio a la banda salir de gira y construir una base de fanes en la ciudad de Nueva York. En 1993, Mark y Fred dejaron la banda y fueron reemplazados por Mike en el bajo y Jake Kolatis en la guitarra, subsecuentemente Yureesh y Colin dejaron la agrupación en 1994, para ser sustituido por Shawn y dejando a la banda con un solo vocalista. En 1994 grabaron un EP de 4 canciones que lleva por nombre Drinking Is Our Way Of Life, sin embargo no pudo ser lanzado. Las canciones de dicha grabación aparecieron después en el álbum "early years 1990-1995" lanzado en 1999. En 1995, la banda lanzó una segunda grabación, el EP de 4 canciones titulado A Fuckin' Way Of Life distribuido por Eyeball Records.  Después de grabar ese material Shawn dejó la banda y Marc Eggers (conocido como Meggers) ocupó su puesto el cual mantiene hasta la fecha. La alineación final consistió en Jorge, Jake, Mike y Meggers.
En 1996, The Casualties fueron la primera banda estadounidense en aparecer en el festival "Holidays in the Sun" en Londres. En el año 1997 la banda lanzó su álbum debut el cual lleva por nombre For the Punk distribuido a través de Tribal War Records, llevando a la banda a su primera gira por Norteamérica al lado de The Varukers.  El bajista Mike dejó la banda un año después y fue reemplazado por Johnny Rosado. Después lanzaron su segundo LP Underground Army e iniciaron una gira por todo el mundo.  Jon abandonó a The Casualties durante la gira por Europa, para ser reemplazado temporalmente por Dave Punk Core.
Alineación actual
Después de su gira mundial, Dave fue reemplazado por Rick López de la banda Manix. En 1999 la banda produjo un álbum recopilatorio, Early Years 1990-1995, en el cual se incluyen las canciones de sus primeros EP, además de algunas otras que no aparecieron en dichas grabaciones.
En el año 2000 la banda continuó haciendo giras y produciendo más álbumes (mencionados en un listado en la sección de abajo). Dichas giras las hicieron al lado de muchas otras bandas de renombre como The Exploited, GBH, Cockney Rejects, Slaughter & the Dogs, y los English Dogs. En diciembre del 2009 la banda salió de gira al lado de Hatebreed, The Acacia Strain, Crowbar y Thy Will Be Done como parte del Stillborn Fest. En el verano del 2012, The Casualties co-encabezaron la gira Tonight We Unite junto con Nekromantix, donde tocaron todas las canciones del álbum For The Punx, el cual no presentaron en vivo desde su lanzamiento en 1997. Tiempo después, la banda lanzó el álbum titulado Resistance a través de la famosa discográfica Season of Mist. En el año 2013, la banda participó en una gran cantidad de festivales de punk en todo el mundo, por ejemplo el Rebellion Festival en Blackpool, Inglaterra, donde compatieron escenario con The Exploited, Special Duties, Chron Gen, el Anti-Establishment, entre otros.
En julio de 2017 Jorge Herrera renunció a la banda después de 27 años. Fue reemplazado por David Rodríguez como vocalista.
En abril de 2022 realizan gira por Europa junto a The Exploited y Lion’s Law.
El 7 de octubre de 2022, Rick López anunció a través de su cuenta de Instagram  que se tomaría un "necesario descanso" y que comenzaría una nueva vida, sin dar más detalles sobre su salida de la banda. Por su parte la cuenta oficial de The Casualties, al ser consultados por Rick, solo se limitaban a decir que ya no era miembro de la banda. Ninguna de las partes entregó detalles de su salida pero siguen interactuando por redes sociales.

## Miembros
- David Rodríguez - Voz
- Jake Kolatis - Guitarra
- Mark Eggers "Meggers" - Batería
- Doug Wellmon" - Bajo

Exmiembros
- Jorge Herrera - Voz y primer vocalista
- Rick López - Bajo

## Discografía

### Álbumes de estudio
- 1997: "For the Punx" (Tribal War Records)
- 1998: "Underground Army" (Punk Core Records)
- 2000: "Stay Out of Order" (Punk Core Records)
- 2001: "Die Hards" (SideOneDummy Records)
- 2004: "On the Front Line" (SideOneDummy Records)
- 2005: "En la Línea del Frente" (SideOneDummy Records)
- 2006: "Under Attack" (SideOneDummy Records)
- 2009: "We Are All We Have" (SideOneDummy Records)
- 2012: "Resistance" (Season of Mist)
- 2016: "Chaos Sound" (Season of Mist)
- 2018: "Written in Blood" (Cleopatra Records)

### Álbumes en directo
- Made in N.Y.C. - 2007

### EP
- 40 Oz. Casualty - 1992
- A Fuckin' Way of Life - 1994
- Who's In Control? - 2000

The Early Years 1990-1995

### Apariciones en compilaciones con varios artistas
- Benefit for Beer (1990) - "Political Sin"

### Videoclips
- "Nightmare" - 2000
- "Tomorrow Belongs to Us" - 2004
- "Can't Stop Us" - 2006
- "On City Streets" - 2007
- "We Are All We Have" - 2009
- "War Is Business" - 2010
- "My Blood, My Life, Always Forward" - 2012
- "Corazones Intoxicados" - 2012
- "Get Off My Back"
- " 1312" - 2018
- "Borders" - 2019